# Bodyguard
Pour les articles homonymes, voir Bodyguard (homonymie).
Cet article concerne le film. Pour la bande originale, voir The Bodyguard: Original Soundtrack Album.
Pour plus de détails, voir Fiche technique et Distribution.
Bodyguard ou Le Garde du corps au Québec (The Bodyguard) est un film américain réalisé par Mick Jackson, sorti en 1992.

## Synopsis
Rachel Marron, actrice et superstar de la musique nommée aux Oscars, reçoit des menaces de mort de la part d'un harceleur. Après l'explosion d'une bombe dans sa loge, son manager Bill Devaney fait appel à Frank Farmer, garde du corps professionnel et ancien agent des services secrets américains ayant servi sous les présidences de Jimmy Carter et Ronald Reagan, pour la protéger.

## Fiche technique
- Titre original : The Bodyguard
- Titre français : Bodyguard
- Titre québécois : Le Garde du corps
- Réalisation : Mick Jackson
- Scénario : Lawrence Kasdan
- Sociétés de production : Tig Productions, Kasdan Pictures
- Production : Kevin Costner, Lawrence Kasdan et Jim Wilson
- Musique originale : Alan Silvestri
- Photographie : Andrew Dunn
- Montage : Donn Cambern et Richard A. Harris
- Distribution des rôles : Elisabeth Leustig
- Décors : Jeffrey Beecroft
- Costumes : Susan Nininger
- Société de distribution : Warner Bros.
- Budget : 25 000 000 $
- Box office : 410 900 000 $
- Pays d'e production :  États-Unis
- Langue originale : anglais
- Genre : Film dramatique, Thriller, Romance
- Formats : Couleur (Metrocolor) - 1,85:1 - son Dolby
- Durée : 129 minutes
- Dates de sortie[1] :
  - États-Unis : 25 novembre 1992
  - France : 9 décembre 1992

## Distribution

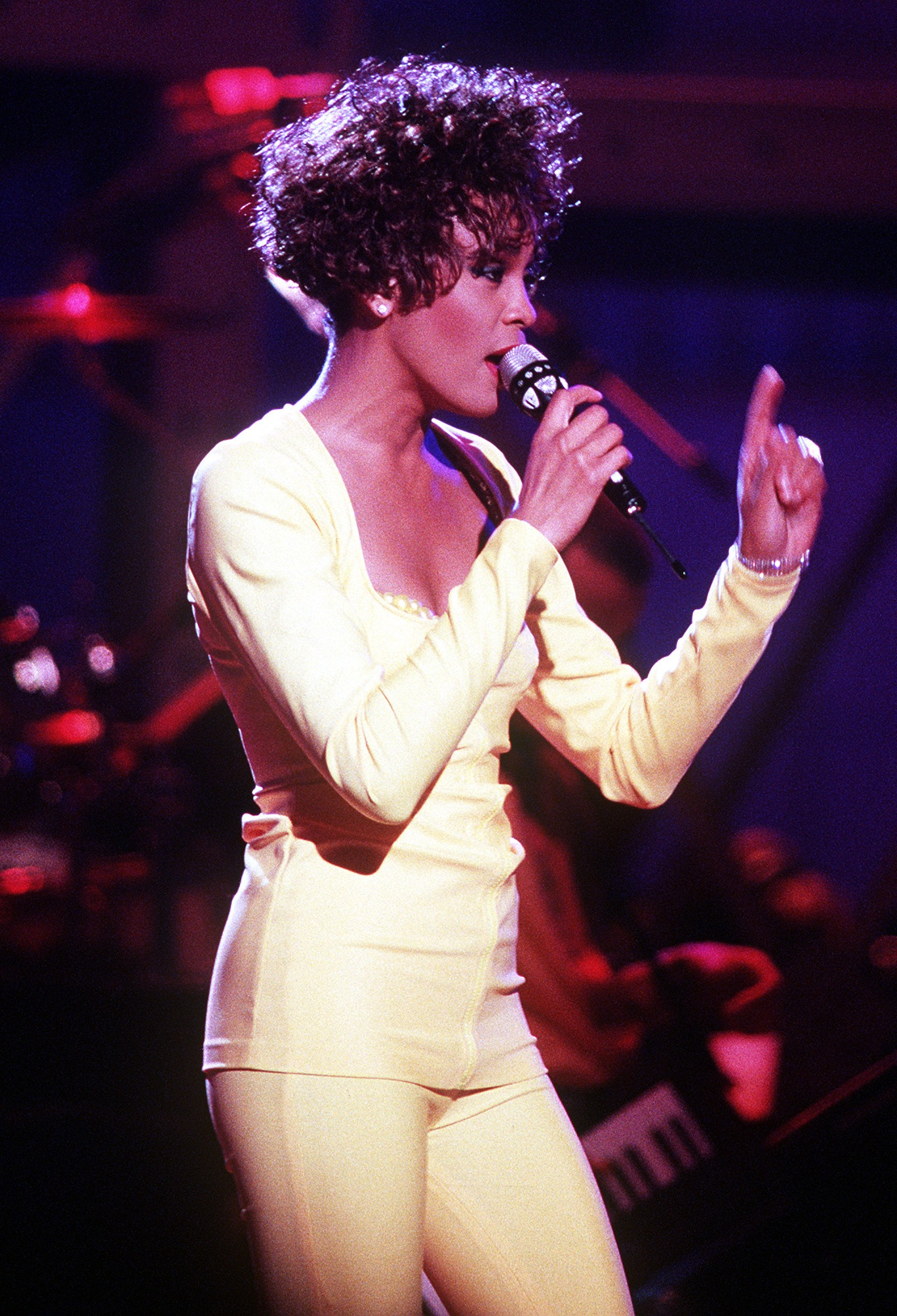
Whitney Houston en 1991

- Kevin Costner (VF : Bernard Lanneau ; VQ : Marc Bellier) : Frank Farmer
- Whitney Houston (VF : Micky Sébastian ; VQ : Claudine Chatel) : Rachel Marron
- Gary Kemp (VF : Emmanuel Jacomy ; VQ : Daniel Picard): Sy Spector
- Bill Cobbs (VF : Georges Berthomieu ; VQ : Yves Corbeil) : Bill Devaney
- Ralph Waite (VQ : Jean Fontaine) : Herb Farmer
- Tomas Arana  (VF : Jean-Luc Kayser ; VQ : Jean-Luc Montminy) : Greg Portman
- Michele Lamar Richards (VF : Maïk Darah ; VQ : Katherine Adams) : Nicki Marron
- Mike Starr (VF : Pascal Renwick ; VQ : Dominique Briand) : Tony
- Christopher Birt : Henry
- DeVaughn Nixon (VQ : Inti Chauveau) : Fletcher Marron
- Gerry Bamman : Ray Court
- Joe Urla : Minella
- Tony Pierce : Dan
- Charles Keating : Klingman
- Robert Wuhl (VF : Michel Dodane ; VQ : Benoit Rousseau): Présentateur des Oscars
- Debbie Reynolds : elle-même
- Daniel Tucker Kamin : Thuringer
- Ethel Ayler : Emma
- Sean Cheesman (en) : Rory
- Richard Schiff (VF : Guy Chapellier) (VQ : Jean-Marie Moncelet) : Skip Thomas
- Chris Connelly (VF : Jean-Pierre Leroux) : Annonceur des arrivées aux Oscars
- Nathaniel Parker (VF : Éric Herson-Macarel) : Clive Healy
- Stephen Shellen : Tom Winston
- David Foster : Chauffeur aux Oscars

Référence VQ : Doublage Québec

## Accueil critique
Dans l'ensemble, les critiques sont mitigées. Isabelle Danel dans Télérama, en décembre 1992, l'éreinte en une dizaine de lignes. En janvier 1993, Laurent Vachaud dans Positif trouve le film « risible et interminable ». La nouvelle coupe de cheveux de Kevin Costner a également surpris défavorablement. Lawrence Kasdan lui-même n'est pas convaincu par le film. S'il approuve le choix de Kevin Costner pour Whitney Houston — il reconnaît que le succès du film lui doit beaucoup — il trouve néanmoins que : « Malheureusement, tout ce qui tourne autour d'eux ne fonctionne pas comme cela devrait et c'est en partie ma faute, parce que j'étais un des producteurs, et peut-être aurais-je dû apporter quelque-chose, ce que je n'ai pas fait. ». Il avoue même : « C'est un sentiment bizarre d'être mécontent de quelque-chose que vous avez fait et qui a énormément de succès. ». Kevin Costner, quant à lui, considère que Mick Jackson n'était finalement pas à la hauteur du projet : « Mick fit un très bon travail pendant le tournage mais quand le film fut mis bout à bout, il n'était pas aussi bon qu'il aurait dû l'être »[réf. nécessaire].

## Bande originale
Si la musique du film est composée par Alan Silvestri, la bande originale comprend plusieurs titres interprétés par Whitney Houston. Elle remporte un succès phénoménal et se classe notamment dans les premières places des classements britannique, américain et français. Des chansons comme I Will Always Love You et I Have Nothing deviennent ainsi des succès planétaires.

### Singles
Le single I Will Always Love You sera sa chanson la plus populaire, qu'elle interprète dans tous ses concerts dans tous les pays du monde. Le single devient en effet un succès planétaire et se vend à environ 20 millions d'exemplaires,(liste des singles les plus vendus), avec un retentissement bien plus important que la version originale de Dolly Parton. La chanson est régulièrement citée dans des classements : elle apparaît ainsi en 8e position des 100 plus grandes chansons des 25 dernières années, en 4e position des 100 plus grandes chansons des années 1990, et en 1re position des 100 plus grandes chansons d'amour.
Le single passe 14 semaines en tête du Billboard Hot 100, ce qui constitue à l'époque un record. Il est le single de Whitney Houston qui passe le plus de temps en tête du hit-parade, s'emparant du record de 1986 de Greatest Love of All. C'est aussi la chanson issue d'une bande originale étant restée le plus de temps en 1re position du Billboard Hot 100. Le single débute à la 4e place du Billboard Hot 100 et devient le 10e single numéro 1 de Whitney Houston seulement deux semaines plus tard. Il domine également divers autres classements de Billboard et reste 24 semaines dans le Top 40. La chanson reste numéro 1 aux États-Unis pendant les mois de janvier et de février 1993.
C'est également le plus gros succès commercial d'Arista Records. La version de Whitney Houston se vend à environ 400 000 copies à travers le monde durant la deuxième semaine suivant sa sortie, s'emparant par la même occasion du record détenu jusque-là par Bryan Adams, puis améliore à nouveau son propre record la semaine du 19 décembre 1992 avec 632 000 disques écoulés. Au total, Whitney Houston vend plus de 4 millions d'unités aux États-Unis à ajouter aux six millions vendues dans le monde entier.
I Will Always Love You reste la chanson la plus vendue par une femme.

## Influence culturelle
Dans l'épisode des Simpson « Homer, garde du corps », Homer Simpson reçoit la formation de garde du corps d'un instructeur qui chante I Will Always Love You. Le personnage de Mark Hamill est ici porté par Homer comme dans le film.

## Récompenses et distinctions
Bodyguard reçoit deux nominations aux Oscars de 1993 :
- David Foster (musique) et Linda Thompson (paroles) pour I Have Nothing
- Jud Friedman (musique) et Allan Dennis Rich (paroles) pour Run to You